# Beata (hop)
Beata is een hopvariëteit, gebruikt voor het brouwen van bier.
Deze hopvariëteit is een “aromahop”, bij het bierbrouwen voornamelijk gebruikt vanwege zijn aromatische eigenschappen. Deze soort werd geteeld in 2008 voor onderzoek naar de voordelen van het gebruik van hopoliën als organisch ontsmettingsmiddel.

## Kenmerken
- Alfazuur: 3,6%
- Bètazuur: ?
- Eigenschappen: aroma van abrikoos en appel met hints van amandel